# Conrad Sangma

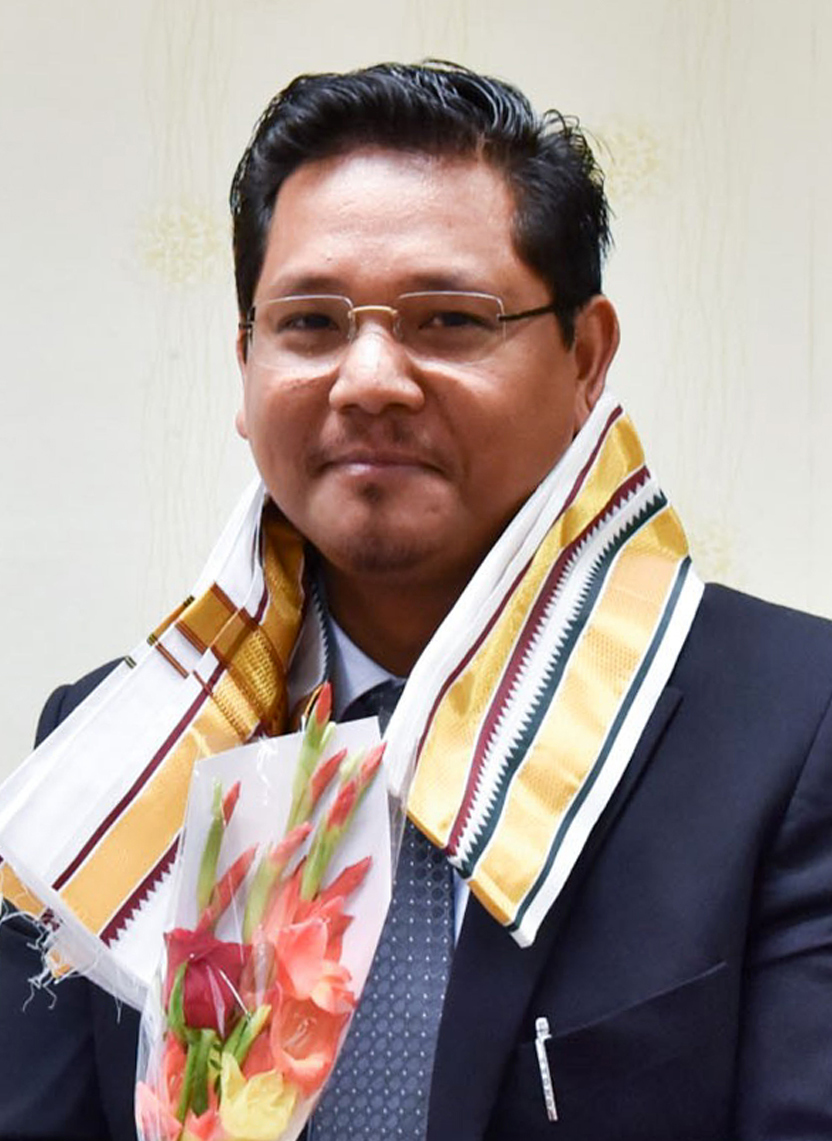
Conrad Sangma, 2018

Conrad Kongkal Sangma (* 27. Januar 1978 im Distrikt Tura, Meghalaya, Indien) ist ein indischer Politiker aus dem Bundesstaat Meghalaya. Seit dem 6. März 2018 amtiert er als Chief Minister von Meghalaya.

## Biografie
Conrad Sangma ist der Sohn von Purno Agitok Sangma, eines über die Grenzen des Bundesstaats Meghalaya hinaus bekannten Politikers. Sein Vater war von 1988 bis 1990 Chief Minister von Meghalaya und von 1996 bis 1998 speaker (Parlamentssprecher) der Lok Sabha, des gesamtindischen Parlaments. Im Jahr 1998 gehörte P. A. Sangma zu jenen Kongresspartei-Politikern, die die Übernahme der Parteiführung durch Sonia Gandhi nicht akzeptieren wollten. Er verließ die Kongresspartei, schloss sich zunächst der Nationalist Congress Party (NCP) an, bis er schließlich 2012 zur Gründung einer eigenen Partei, der National People’s Party (NPP) schritt. Diese Partei, die ihren Schwerpunkt in Meghalaya hatte, erhob grundsätzlich einen indienweiten Anspruch und wollte vor allem die Interessen der Stammesbevölkerungen (Scheduled Tribes) in Indien vertreten. P. A. Sangma hatte jedoch wenig Zeit, die neu gegründete Partei auszubauen, da er schon am 4. März 2016 relativ überraschend verstarb.
Sein Sohn Conrad Sangma wuchs zunächst in Meghalaya auf, besuchte dann die St. Columba’s School in Delhi und studierte Betriebswirtschaftslehre an der Wharton School der University of Pennsylvania. Anschließend ging er an das Imperial College London, wo er den Grad eines MBA erwarb.
Ab dem Jahr 1990 wurde Conrad Sangma politisch aktiv und arbeitete im Wahlkampfteam seines Vaters mit. Bei der Wahl 2008 zum Parlament von Meghalaya wurde Conrad Sagma im Wahlkreis 50-Selsella als NCP-Kandidat gewählt. Er wurde zunächst Staatssekretär und später Finanzminister in der Regierung unter Chief Minister Donkupar Roy in Meghalaya. Nach dem Ende der Regierung Roy war Conrad Sangma Oppositionsführer im Parlament von Meghalaya 2009–2013. Im Jahr 2012 verließ er genau so wie sein Vater die Nationalist Congress Party und schloss sich der National People’s Party an. Bei der Wahl 2013 verlor er seinen Wahlkreis 50-Selsella allerdings wieder an den Kongresspartei-Gegenkandidaten. Nach dem Tod seines Vaters übernahm er den Parteivorsitz der NPP und konnte auch dessen Lok-Sabha-Wahlkreis 2-Tura in einer Nachwahl am 19. Mai 2016 mit großer Stimmenmehrheit gewinnen.
Bei der Parlamentswahl in Meghalaya am 27. Februar 2018 standen sich im Wesentlichen die traditionell in Meghalaya starke Kongresspartei und die NPP gegenüber. Letztlich wurde die Kongresspartei mit 21 von 59 Mandaten erneut stärkste Partei, jedoch erzielte auch Sangmas NPP mit 19 Mandaten (Hinzugewinn von +17) ein sehr gutes Ergebnis. Im Wahlkampf war Sangma trotz aller Gegnerschaft zur Kongresspartei auch zur Bharatiya Janata Party (BJP) auf Distanz geblieben.
Am 6. März 2018 wurde Sangma an der Spitze einer Multiparteienkoalition als neuer Chief Minister von Meghalaya vereidigt. Seinem Kabinett gehörten Minister der NPP (4), der United Democratic Party (UDP, 3), der People’s Democratic Front (PDF, 2) und der Hill State People Democratic Party (HSPDP, 1) sowie der BJP (1) an.
Da Conrad Sangma in keinem Wahlkreis gewählt wurde und damit nicht Mitglied des Abgeordnetenhauses von Meghalaya war, war er nach den Verfassungsbestimmungen dazu genötigt, innerhalb von 60 Tagen ein Abgeordnetenmandat in einer Nachwahl zu erlangen, andernfalls wäre er seines Amtes verlustig gegangen. Sangmas Schwester Agatha Sangma, die bei der Wahl den Wahlkreis  51-South Tura gewonnen hatte, verzichtete auf ihr Mandat, wodurch in dem Wahlkreis eine Nachwahl erforderlich wurde. Diese gewann Conrad Sangma am 27. August 2018 mit großer Mehrheit gegen die Kandidatin der Kongresspartei.

## Privates
Conrad Sangma ist mit Mehtab Chandee verheiratet und hat mit ihr zwei Töchter. Seine Frau ist promovierte Ärztin. Sangma ist Präsident der Meghalaya Cricket Association and Sports Academy. Wie die große Mehrheit der Bevölkerung Meghalayas gehört Sangma der christlichen Glaubensgemeinschaft an.
Auch die Geschwister Conrad Sangmas sind politisch aktiv. Seine Schwester Agatha Sangma und sein Bruder James Sangma waren zumindest zeitweilig gewählte Abgeordnete im Parlament von Meghalaya und die Schwester war auch als Kandidatin für den Posten des Chief Ministers im Gespräch.